# Mielewszczyzna
Mielewszczyzna [mjɛlɛfʂˈt͡ʂɨzna] est un village polonais de la gmina de Korycin dans le powiat de Sokółka et dans la voïvodie de Podlachie. 